# 三星元人
三星 元人（みつぼし もとひと、1960年3月13日 - ）は、日本の政治家。愛知県安城市長（1期）。

## 経歴
愛知県安城市出身。安城市立桜井中学校、愛知県立西尾高等学校卒業。高校時代は愛知県知事の大村秀章と同級生だった。1982年3月、愛知大学法経学部卒業。同年4月、安城市役所に入庁。2016年、市民生活部長に就任。2019年4月1日、副市長に就任。2022年12月7日、副市長を辞職。
2023年2月5日に行われた安城市長選挙は、自由民主党・公明党・新政あいち・連合愛知の推薦を受けた三星と前市議の永田敦史の一騎打ちとなった。三星は市議28人（永田を除くと27人）中24人の支援を受け、盤石の戦いを進めるが、僅差で初当選を果たした。2月15日、市長就任。
※当日有権者数：148,510人 最終投票率：50.55%（前回比：2.71pts）
| 候補者名 | 年齢 | 所属党派 | 新旧別 | 得票数   | 得票率 | 推薦・支持                                       |
| -------- | ---- | -------- | ------ | -------- | ------ | ------------------------------------------------ |
| 三星元人 | 62   | 無所属   | 新     | 38,778票 | 52.74% | （推薦）自由民主党・公明党・新政あいち・連合愛知 |
| 永田敦史 | 52   | 無所属   | 新     | 34,748票 | 47.26% |                                                  |

## 市政
- 2023年5月26日、小中学校に通う児童生徒の給食費を無償化すると発表した。対象となるのは市内の小学校・中学校の子ども、特別支援学校や市外の学校に通う子どもら計約1万7千人。所得制限は設けない。期間は同年9月から2024年3月末まで。市議会6月定例会に、事業費5億5,500万円を含む総額約12億5,900万円の補正予算案を提出した[6]。